# Patrobus lecontei
Patrobus lecontei är en skalbaggsart som beskrevs av Maximilien de Chaudoir. Patrobus lecontei ingår i släktet Patrobus och familjen jordlöpare. Inga underarter finns listade i Catalogue of Life.